# Lijst van beschermd erfgoed in Quaregnon
Onderstaande tabel geeft een overzicht van de beschermde erfgoederen in de gemeente Quaregnon. Het beschermd erfgoed maakt onderdeel uit van het cultureel erfgoed in België.
| Object | Bouwjaar/architect | Deelgemeente | Adres | Coördinaten                   | Nummer?                | Afbeelding |
| --- | ------------------ | ------------ | ----- | ----------------------------- | ---------------------- | --- |
| Toren van de oude kerk Saint-Quentin, met uitzondering van het oorlogsmonument en de rand van de put van de achttiende eeuw    |                    |              |       | 50° 26' 35" NB, 3° 51' 53" OL | 53065-CLT-0002-01 Info | Toren van de oude kerk Saint-Quentin, met uitzondering van het oorlogsmonument en de rand van de put van de achttiende eeuw    |
| De overblijfselen van de muren van de Catiau du Diable, in Quaregnon, en ensemble van de heuvel met de keermuur                |                    |              |       | 50° 26' 41" NB, 3° 51' 48" OL | 53065-CLT-0004-01 Info | De overblijfselen van de muren van de Catiau du Diable, in Quaregnon, en ensemble van de heuvel met de keermuur                |
| De gevels en daken van het huis Masse, rue Jules Destrée 355 te Quaregnon, en de hal met trapopgang en alle deuren in deze hal |                    |              |       | 50° 26' 37" NB, 3° 51' 32" OL | 53065-CLT-0006-01 Info | De gevels en daken van het huis Masse, rue Jules Destrée 355 te Quaregnon, en de hal met trapopgang en alle deuren in deze hal |
| Purperkleurige beuk, rue E. Anseele n°60 te Quaregnon                                                                          |                    |              |       | 50° 26' 30" NB, 3° 52' 9" OL  | 53065-CLT-0008-01 Info | Purperkleurige beuk, rue E. Anseele n°60 te Quaregnon                                                                          |